# Moço do dende
Moço do dende è un singolo del gruppo musicale franco-brasiliano Kaoma, estratto dal loro secondo album Tribal Pursuit e pubblicato nel 1992.

## Classifiche
| Classifica (1992) | Posizione massima |
| ----------------- | ----------------- |
| Francia           | 29                |